# Epicadinus marmoratus
Epicadinus marmoratus är en spindelart som beskrevs av Cândido Firmino de Mello-Leitão 1947. 
Epicadinus marmoratus ingår i släktet Epicadinus och familjen krabbspindlar. Inga underarter finns listade i Catalogue of Life.